# Histoire hydrographique de Liège
 (juillet 2020).
Si vous disposez d'ouvrages ou d'articles de référence ou si vous connaissez des sites web de qualité traitant du thème abordé ici, merci de compléter l'article en donnant les références utiles à sa vérifiabilité et en les liant à la section « Notes et références ».

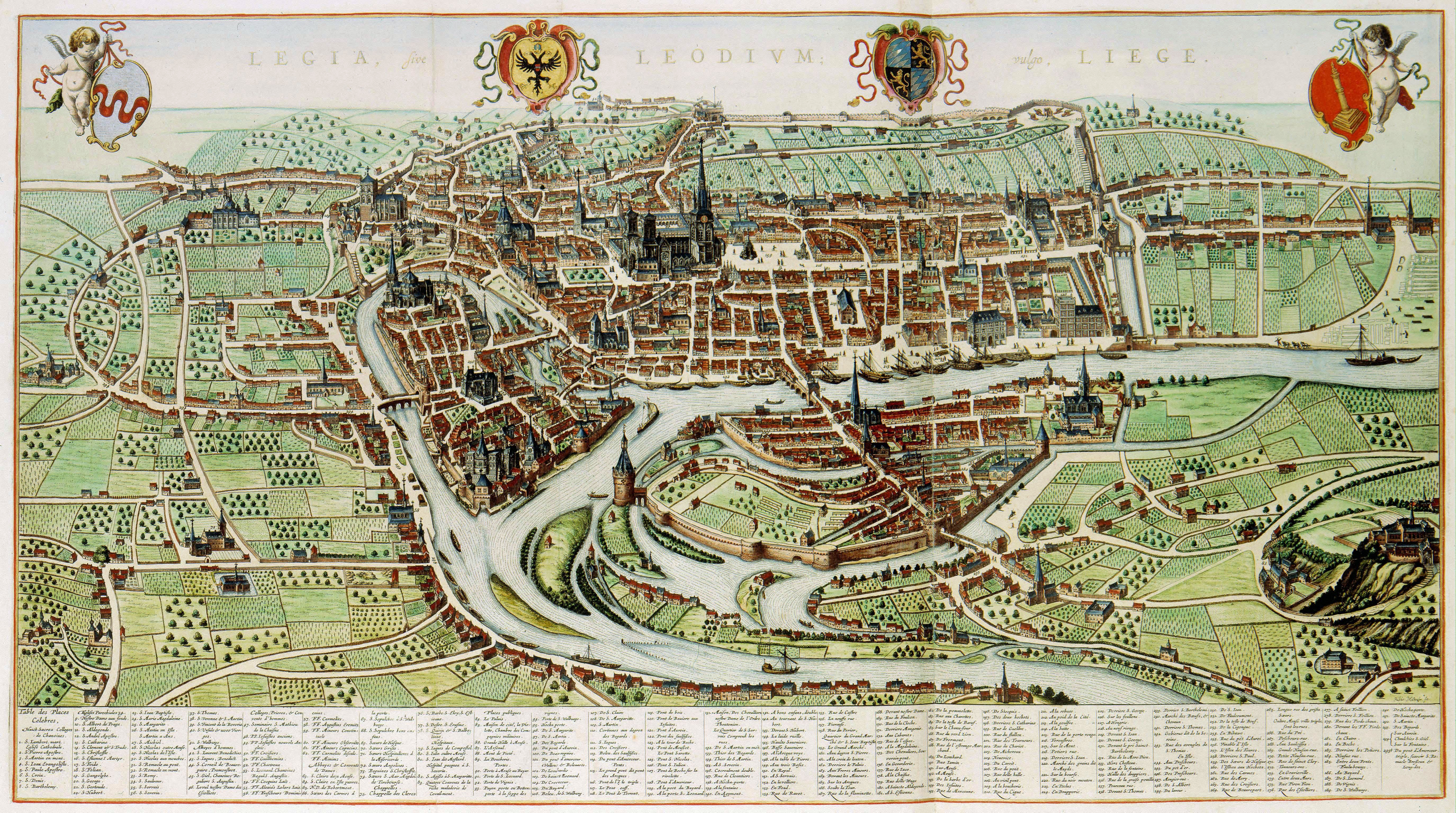
Liège : gravure de 1623

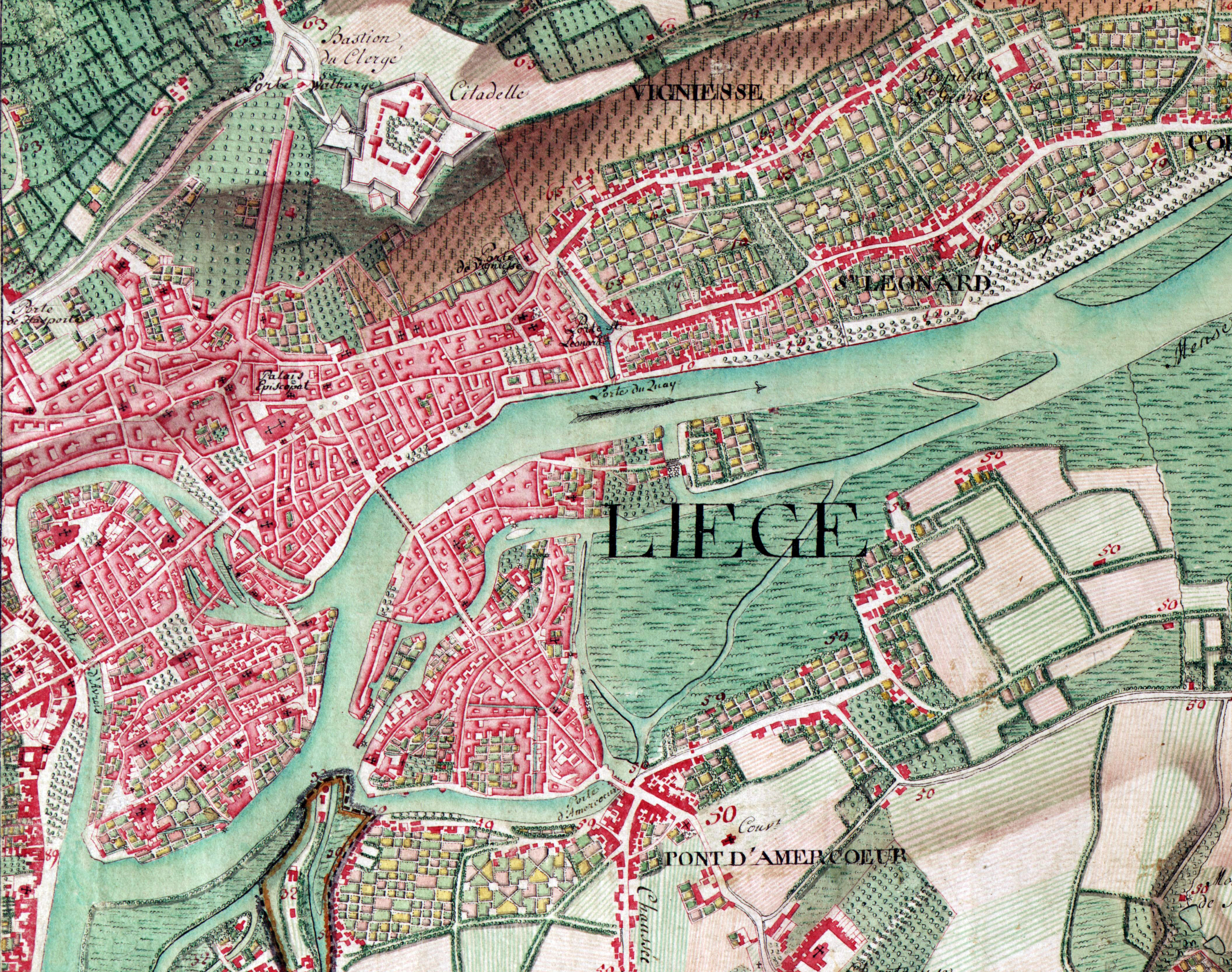
Carte Ferraris de 1775

Liège est historiquement une ville d'eau. Jusqu'au début du XIXe siècle et les travaux de comblements et de déviations de ses cours d'eau, le centre de la ville de Liège est traversé par plusieurs bras de la Meuse, par le ruisseau de la Légia et, au sud, à l'est et en amont par l'Ourthe qui se divise en deux bras principaux. Il faut aussi ajouter la Vesdre qui se jette dans l'Ourthe à Chênée soit environ 2,5 km avant que cette dernière ne rejoigne la Meuse.

## Situation au début duXIXesiècle
La carte éditée vers 1750 montre les cours d'eau du centre de Liège de cette époque avant les grands travaux hydrographiques qui auront lieu entre 1808 et 1905. Le fossé Saint-Léonard creusé au XIIIe siècle est logiquement dessiné au nord-est de cette carte.
L'hydrographie du bassin de Liège est complexe. La vallée étant assez large, la Meuse et l'Ourthe se rejoignent à plusieurs endroits créant îles, îlots et endroits marécageux. Ces deux cours d'eau forment aussi de nombreux bras secondaires dont les principaux sont décrits ci-dessous.

### La Meuse

#### Cours principal

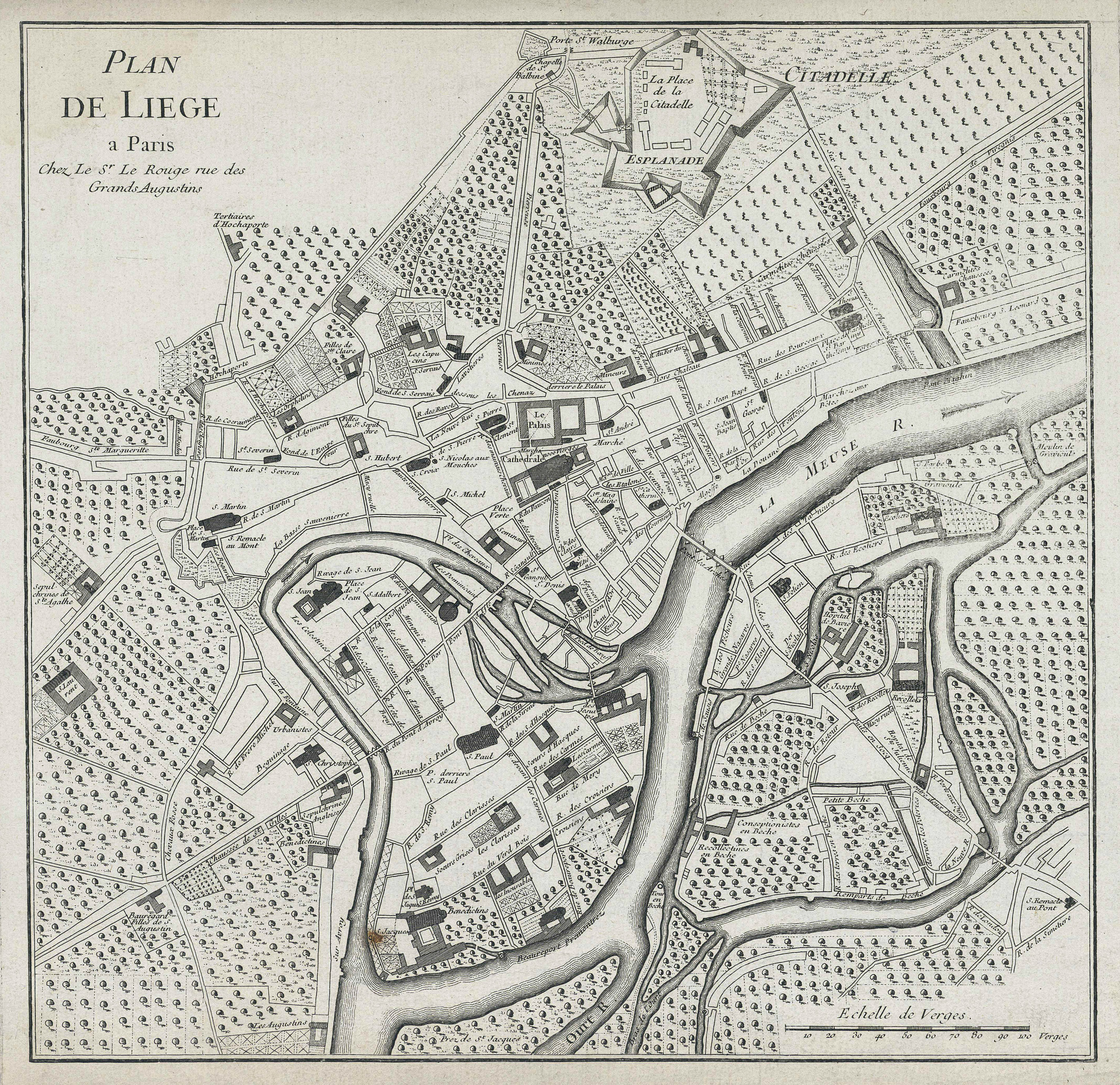
Liège vers 1750

Le cours principal et initial de la Meuse empruntait un tracé assez similaire à celui que nous connaissons aujourd'hui à une exception près : le lit principal de la Meuse se situait en lieu et place des artères actuelles suivantes : l'avenue Blonden, l'avenue Charles Rogier et la partie sud du boulevard d'Avroy (jusqu'à la statue de Charlemagne) puis le boulevard Piercot. Cet ancien cours initial et principal de la Meuse que l'on peut aujourd'hui nommer Blonden-Avroy-Piercot présentait un passage redouté par les bateliers à hauteur de la Tour aux Lapins (qui était dressée à l'angle des actuels boulevards d'Avroy et Piercot). En effet, alors que le bras secondaire Avroy-Sauvenière filait tout droit vers le nord, le cours principal du fleuve tournait subitement à droite (virage à presque 90° appelé le coude Saint-Jacques) pour continuer sur ce qui deviendra le boulevard Piercot. La partie sud-ouest de la carte Ferraris ci-dessus et de la carte de 1750 montre bien ce virage serré de la Meuse.

#### Bras secondaires
D'amont en aval, sept bras secondaires se détachaient (ou se raccordaient) alors du cours principal :
- le bras de la Boverie : à partir de l'actuelle passerelle La Belle Liégeoise, en rive droite, un premier bras secondaire devenu le cours actuel était à l'origine beaucoup plus étroit ; il retrouvait le bras principal au niveau du carrefour des actuels boulevard Piercot et quai Paul Van Hoegaerden,
- la Sauvenière (ou Avroy-Sauvenière) : à partir de la statue de Charlemagne sur le boulevard d'Avroy, en rive gauche, le bras d'Avroy filait tout droit vers le nord, franchissait le pont d'Avroy, devenait rapidement la Sauvenière, empruntait par un méandre l'actuel boulevard éponyme, l'actuelle place de la République française (anciennement place aux Chevaux) où se situait le pont d'Île puis se divisait en plusieurs bras appelés biez (on en compte jusqu'à sept) en lieu et place, entre autres, des rues actuelles de l'Université (biez du Moulin Saint-Jean) et de la Régence (biez Saint-Denis) mais aussi le Torrent et le Lulay. Tous ces bras rejoignaient ensemble le cours principal à hauteur de l'actuelle passerelle Saucy formant ainsi l'Isle devenue le quartier latin,
- le bras de Bêche : un peu en amont de l'actuel pont Kennedy (ancienne tour en Bêche), en rive droite, ce bras de Bêche était en communication avec le bras principal nord de l'Ourthe devenu l'actuelle Dérivation,
- la Rivelette, à partir de l'actuel Aquarium Dubuisson, en rive droite, ce bras plus étroit se dirigeait vers l'est à travers les terres de Bêche (partie sud d'Outremeuse), empruntait l'actuelle rue de Berghes, traversait la rue Puits-en-Sock sous le pont Saint-Julien, continuait par l'actuelle rue Saint-Julien, longeait le biez des Grandes-Oies avant de rejoindre le biez du Barbou (aux alentours de l'actuelle rue de la Loi),
- le biez Saucy-Barbou : à partir de l'actuel boulevard Saucy, en rive droite, le bras (ou biez) Saucy passait sous le pont Saint-Nicolas puis devenait le biez du Barbou pour traverser d'ouest en est Outremeuse en empruntant l'actuel boulevard de la Constitution puis rejoindre les deux bras précédents le long du quai du Barbou,
- la Gravioule, à la place de l'actuelle rue Curtius, en rive droite, ce court bras d'environ 200 m s'orientait vers le sud et rejoignait le biez du Barbou,
- le bras de Monsin : en aval de Liège, en rive gauche, un bras secondaire contournait l'île Monsin dans la zone où sera creusé le canal Albert.

### L'Ourthe

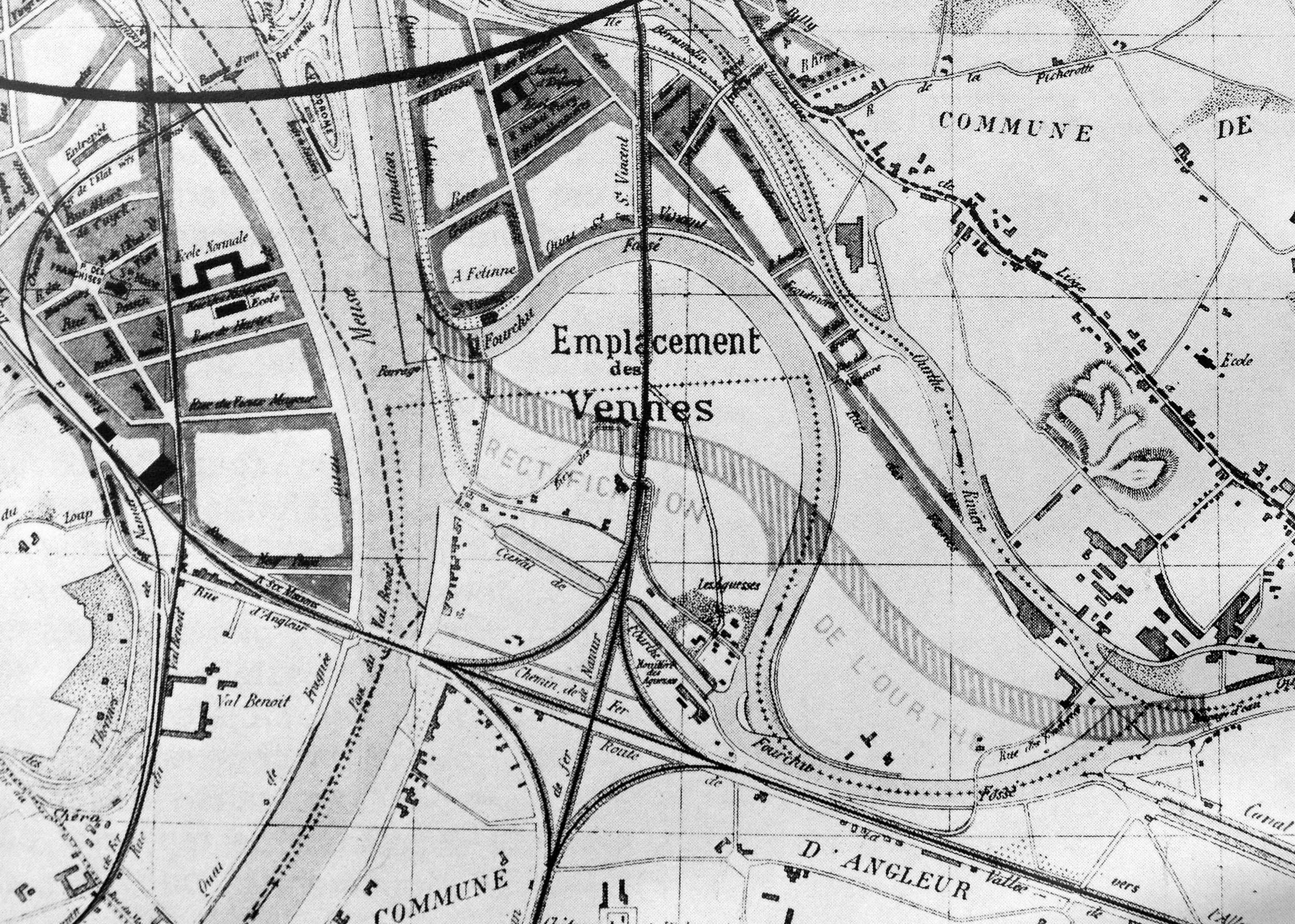
Plan de la rectification de l'Ourthe

L'Ourthe, qui vient de recevoir la Vesdre à Chênée, se divisait en deux bras principaux en aval de l'actuel pont des Grosses Battes.
Le bras principal le plus au nord gardait le nom d'Ourthe. Il empruntait l'actuel boulevard de l'Automobile (du boulevard de Douai jusqu'au boulevard Raymond Poincaré) en se scindant régulièrement en plusieurs ramifications, créant ainsi des îles comme l'île Bernimolin, entrait en communication avec le bras de Bêche près de l'ancienne tour en Bêche (voir ci-dessus), actuellement quai Churchill, poursuivait son cours vers le nord-est plus ou moins à la place de l'actuelle Dérivation pour se joindre au biez du Barbou puis au cours principal de la Meuse vers l'actuel pont Atlas. Un autre bras appelé bief ou biez des Grandes Oies se détachait juste en aval du pont d'Amercœur, traversait Outremeuse du sud au nord pour rejoindre le biez du Barbou plus ou moins à l'emplacement de la rue de la Loi actuelle. Le bief des Grandes Oies était doublé à l'est par le biez des Petites Oies.
Le bras principal situé au sud s'appelait le Fourchu Fossé. Il contournait par un méandre l'actuel centre commercial de Belle-Île par le sud avant de parcourir tout l'actuel boulevard Émile de Laveleye et rejoindre la Meuse à hauteur de l'actuel pont de Fétinne.
Un troisième bras de moindre importance coulait plus au sud. Il s'agissait du biez des Aguesses.
Le cours actuel de l'Ourthe, presque rectiligne entre le pont des Grosses Battes et le pont de Fétinne, n'existait donc pas avant 1902.

### La Légia
Né sur le plateau hesbignon à Ans, le ruisseau de la Légia coulait dans le quartier de Sainte-Marguerite avant de se diviser en plusieurs bras dont le Rieux des Pêcheurs et celui de Féronstrée. Le cours de la Légia se perd aujourd'hui dans les égouts de la ville de Liège.

## Comblements, creusements et déviations des cours d'eau
La présence de ces cours d'eau et leurs ramifications ont provoqué de tout temps des inondations comme en 1571, 1647, 1740 et 1850. Avec la population qui s'accroît rapidement, l'impact de cette population sur le milieu aquatique et l'entretien de ces pièces d'eau de plus en plus déficient, certaines parties de ces cours d'eau deviennent insalubres et vecteurs de maladies causant la mort de milliers de Liégeois. Il est donc décidé au début du XIXe siècle de supprimer certains cours d'eau en les asséchant ou en les déviant. Ces travaux gigantesques se feront en plusieurs phases et se termineront au début du XXe siècle.

### Le comblement du fossé Saint-Léonard (XIXesiècle)
L'endroit où se trouvent actuellement la place des Déportés et le parc Saint-Léonard avait été creusé au cours du XIIIe siècle pour former le fossé Saint-Léonard (appelé aussi fossé des Walles) rempli d'eau de la Meuse et servant ainsi de douves aux remparts nord de la ville de Liège et accessoirement de refuge pour les bateaux en cas de crues ou de débâcles du fleuve. Ce fossé qui était creusé perpendiculairement à la Meuse avait une longueur d'environ 400 m et une largeur maximale d'une cinquantaine de mètres. Lors de la première moitié du XIXe siècle, les remparts sont détruits et le fossé est progressivement comblé. La prison Saint-Léonard y sera construite (1851) puis détruite (1983) laissant la place au parc Saint-Léonard actuelle.

### Le comblement de la Sauvenière (1808-1844)

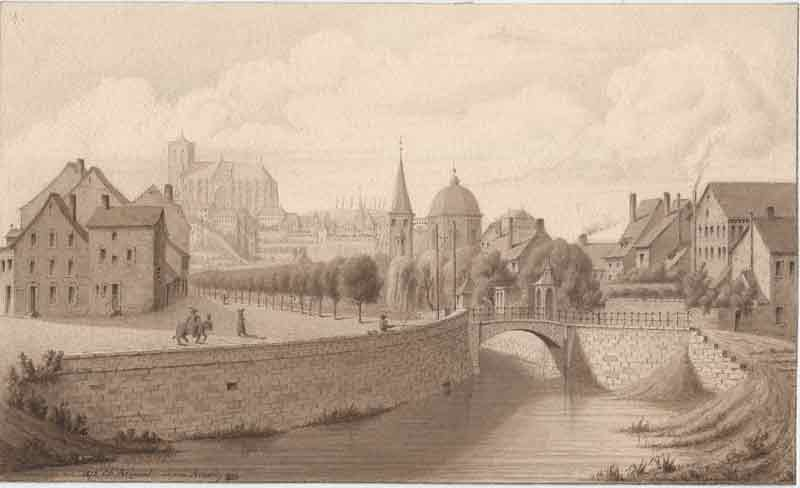
La Sauvenière et le pont d'Avroy en 1826

Cet important accès fluvial au centre de la ville pendant tout le Moyen Âge est aménagé au Xe siècle à partir de la Sauvenière, un bras secondaire de la Meuse, à l'initiative de Notger. Il est creusé (d'où son nom de canal) d'abord pour permettre une meilleure défense de la ville puis pour permettre à certains bateaux de commerce d'accéder au cœur de la cité. La place aux Chevaux (devenue la place de la République française) est alors un des principaux lieux d'accostage et de débarquement des marchandises. Devenue insalubre à la fin du XVIIIe siècle, la Sauvenière est progressivement rétrécie puis comblée à partir de 1808, notamment avec les matériaux provenant de la démolition de la cathédrale Notre-Dame-et-Saint-Lambert. Canalisée et transformée en promenade dans les années 1820 (quai Micoud), la Sauvenière est définitivement comblée en 1844, quelques années après le comblement du canal d'Avroy en 1835. En aval du pont d'Île, le biez du Moulin Saint-Jean (actuelle rue de l'Université) avait été comblé en 1815
alors que le biez Saint-Denis (actuelle rue de la Régence) avait été comblé en 1823

### Le creusement du canal de l'Ourthe (1847)
Dans le cadre du projet de canal Meuse et Moselle qui ne verra jamais le jour, le canal de l'Ourthe avait été mis en service dès 1847 en empruntant une partie du méandre du Fourchu Fossé actuellement encore visible à l'arrière du centre commercial Belle-Île près du pont Marcotty. Le canal de l'Ourthe existe toujours entre la Meuse le long du quai Gloesener et Chênée.

### Le creusement du canal Liège-Maastricht (1850)
L'ancien canal Liège-Maastricht fut inauguré en octobre 1850. Il sera remblayé dans les années 1930, remplacé par le canal Albert. Le début de ce canal subsiste sur quelques hectomètres le long du quai de Coronmeuse.

### La rectification de la Meuse et le creusement de la Dérivation (1853-1863)

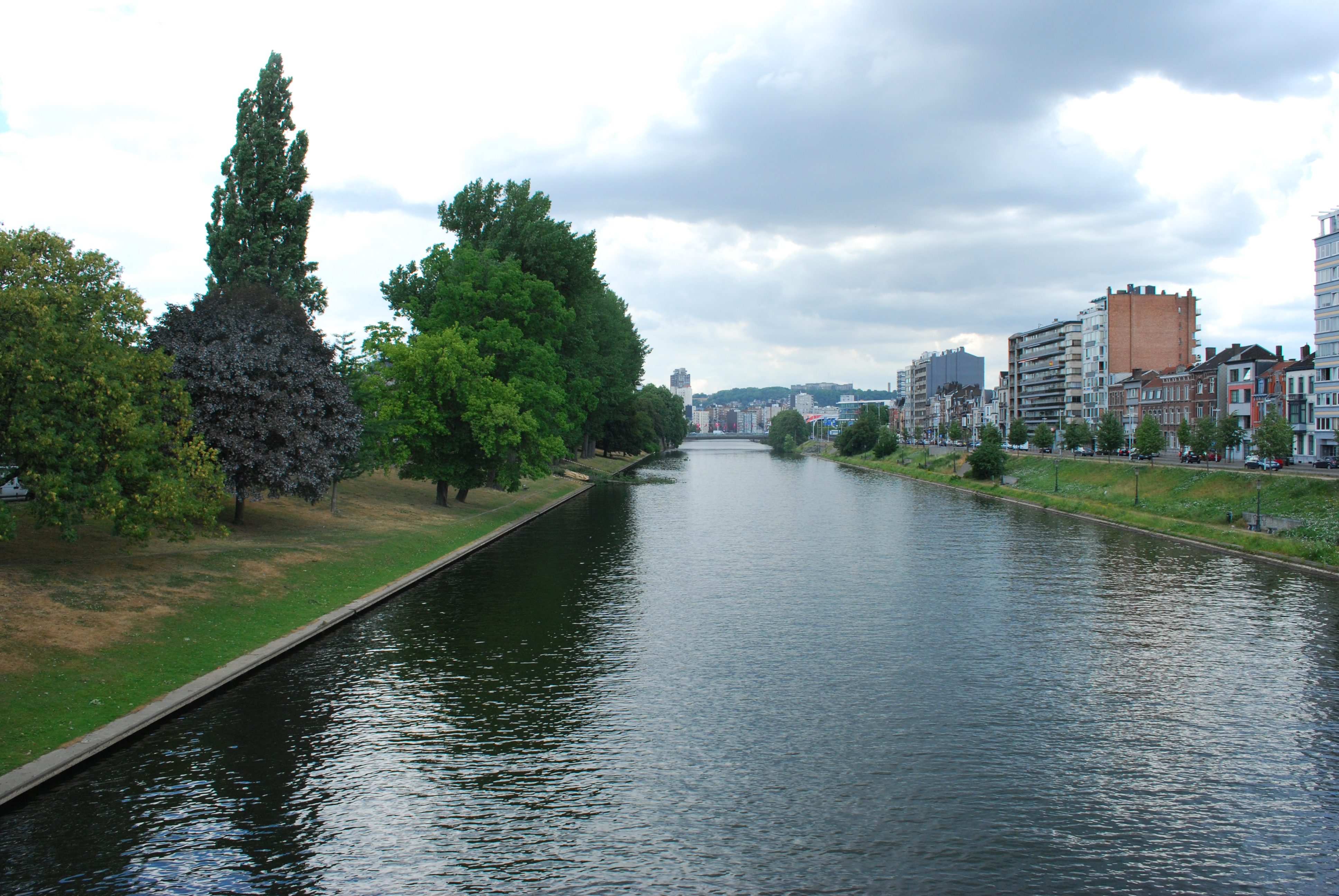
De gauche à droite : le parc de la Boverie, la Dérivation creusée en site propre et le quai Mativa

En 1846, l'ingénieur en chef des ponts et chaussées Kümmer propose à la ville un plan de rectification du cours de la Meuse et la création de la Dérivation. Ces travaux gigantesques permettront d'éviter le coude de Saint-Jacques (actuellement carrefour de l'avenue Rogier et du boulevard Piercot), un endroit de la Meuse redouté par les bateliers et réguleront le cours du fleuve au régime trop souvent inconstant, provoquant souvent des inondations et, par conséquent, des maladies. L'épidémie de choléra en 1849 (près de 2 000 morts) contribua à prendre une décision positive en faveur de ces travaux.
De 1853 à 1863, le cours principal de la Meuse est donc rectifié. Le bras de la Boverie est très élargi pour devenir le cours principal du fleuve et longer désormais le boulevard Frère-Orban. Dans un premier temps, l'ancien cours principal est fortement rétréci et canalisé pour mener au milieu de l'actuel boulevard d'Avroy à un bassin ou port de commerce qui disparaîtra en 1879 créant ainsi à la place du lit principal définitivement asséché et comblé l'avenue Blonden, l'avenue Charles Rogier, une partie du boulevard d'Avroy et le boulevard Piercot. Le parc d'Avroy et sa pièce d'eau sont des reliquats du lit initial du fleuve et de cet éphémère port de commerce.
C'est pendant cette époque que le creusement de la Dérivation est réalisé. Il permet qu'une partie des eaux de la Meuse (25 à 30 %) soit déviée en se joignant à celles du Fourchu Fossé entre 1863 et 1905 puis de la totalité de l'Ourthe rectifiée à partir de 1905. Le creusement principal de la Dérivation se situe au début du cours d'eau, en site propre en aval du pont de Fétinne sur une longueur d'environ 800 m et une largeur de 52 m, créant ainsi le quai Mativa en rive droite et le parc de la Boverie en rive gauche. À partir des actuels quais Mozart et Orban, la Dérivation emprunte grosso modo le cours initial du bras nord de l'Ourthe (venant de l'actuel boulevard de l'Automobile, il sera asséché en 1905), celui du bras de Bêche puis la partie est du biez du Barbou jusqu'à son retour à la Meuse sous le pont Atlas à Droixhe.

### Le comblement des biez Saucy et du Barbou (1872-1876)
Dans la deuxième moitié du XIXe siècle, le biez du Barbou devient un marécage nauséabond causé par le rejet des déchets des tanneries avoisinantes. Le conseil communal décide alors de remblayer le biez en 1872. Le comblement achevé en 1876 permet la création et l'aménagement du boulevard Saucy, du boulevard de l'Est et du boulevard de la Constitution la même année. D'autres biez secondaires d'Outremeuse comme le biez des Grandes Oies, des Petites Oies, la Rivelette et la Gravioule sont aussi comblés à cette époque et parfois, quelques années auparavant.

### La rectification de l'Ourthe (1902-1905)

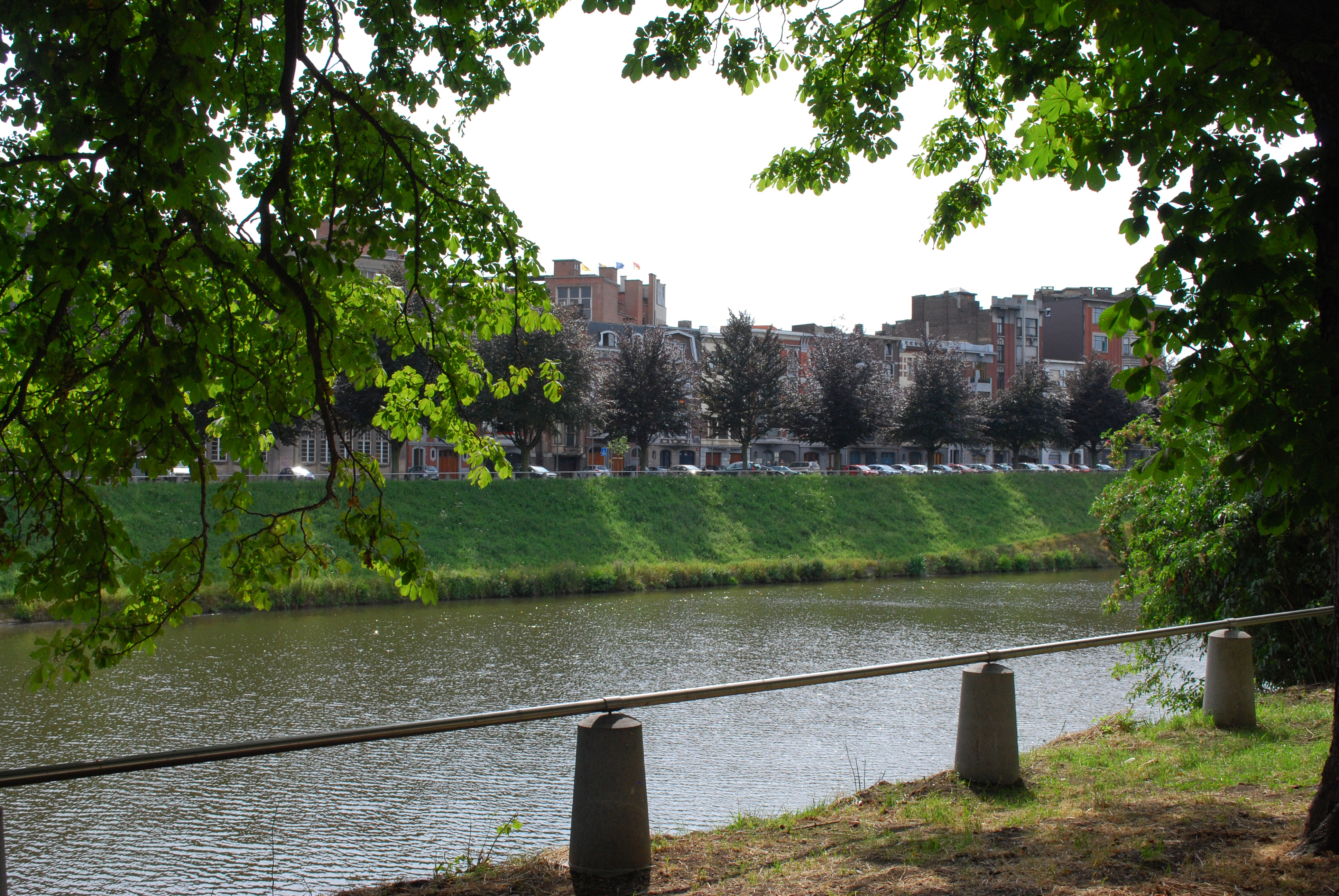
L'Ourthe rectifiée entre les quais des Ardennes et du Condroz

Les travaux pour modifier le tracé de l'Ourthe sur les 1 400 derniers mètres avant sa confluence avec la Meuse entre les actuels pont des Grosses Battes et pont de Fétinne ont lieu entre 1902 et 1905. Le cours de l'Ourthe abandonne donc ses différents bras pour désormais filer presque tout droit avec ce nouveau tracé vers le début de la Dérivation qui a été creusée une quarantaine d'années auparavant. Les terrains asséchés (boulevard Émile de Laveleye et boulevard de l'Automobile) doivent permettre en partie la tenue de l'exposition universelle de Liège de 1905. Cette rectification de l'Ourthe crée de facto le quai des Ardennes en rive droite et le quai des Vennes ainsi que le quai du Condroz en rive gauche.

## Voir aussi

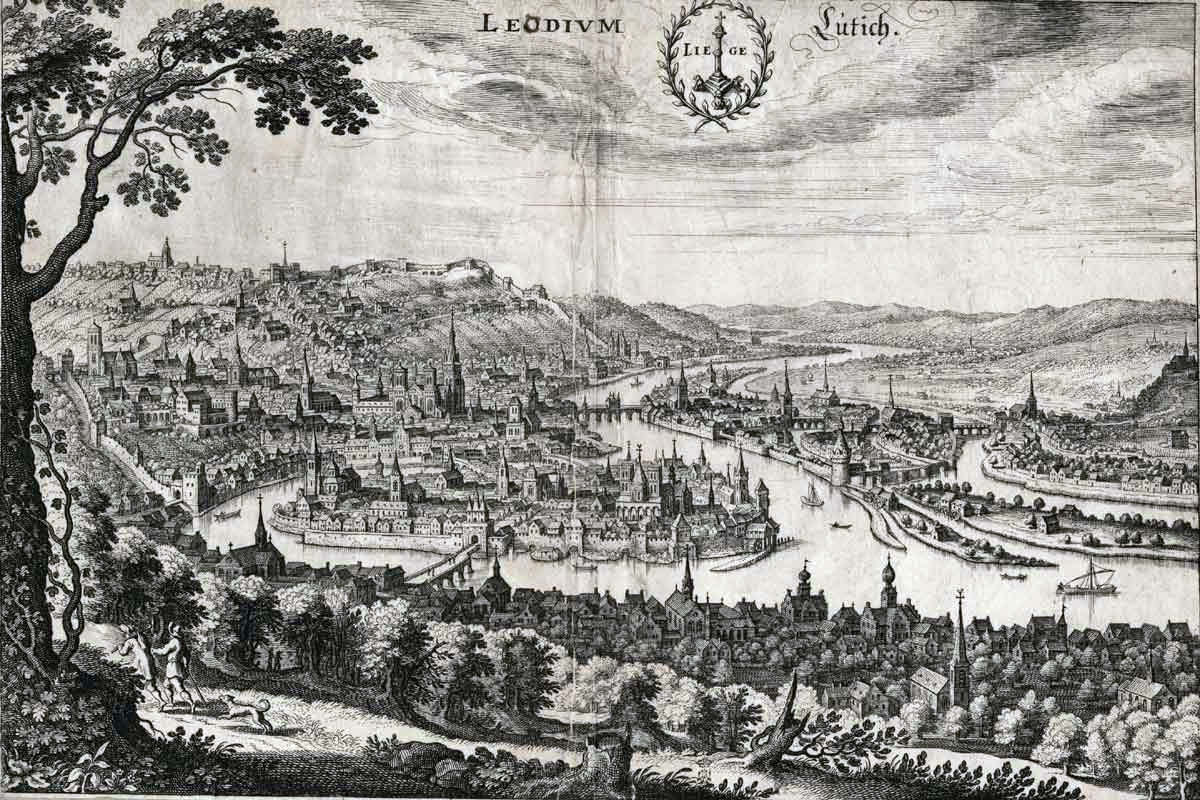
Liège en 1693. Sont particulièrement visibles la Meuse (arrière-plan) et la Sauvenière

### Îles
- Outremeuse-Parc de la Boverie
- Belle-Île
- Île aux corsaires
- Île des cochons
- Île des Aguesses
- Île Lulay
- Île aux écorces
- Île de Streupas (ou île Verte)[5]
- Île de Sauheid[6]
- Île Rousseau[7]

### Anciennes îles
- L'Îsle
- L'île aux Hochets rattachée à l'Îsle à la suite du comblement de la rue de l'Université en 1815.

### Autres lieux hydrographiques
- Le Port autonome de Liège
- La darse à Saint-Léonard
- Le quartier des Vennes
- Les expositions universelles (1905, 1930 et 1939)
- Le bassin du commerce (actuel quartier des Terrasses)
- Les ponts de Liège
- Les areines
- Les Fontaines Roland
- Le canal de l'Ourthe
- le canal Juliana, le canal Albert et la tranchée de Caster
- Les lacs de la Vesdre, de la Gileppe et de la Warche
- Le démergement par l'Association Intercommunale pour le Démergement et l'Épuration (AIDE)

## Sources et liens externes
- Carte Ferraris de 1777, section n°191 : Liège
- Claude Warzée, « La rectification de l’Ourthe dans le quartier Vennes-Fétinne », sur histoiresdeliege.wordpress.com, 23 février 2016 (consulté le 24 décembre 2018)
- Claude Warzée, « La rivière d’Avroy à Liège, devenue un tronçon du boulevard du même nom », sur Histoires de Liège, 8 octobre 2016 (consulté le 24 décembre 2018)
- Claude Warzée, « L’ancien bras de la Meuse devenu boulevard de la Sauvenière », sur Histoires de Liège, 1er septembre 2015 (consulté le 24 décembre 2018)